# Stewart Manor
Stewart Manor és una població dels Estats Units a l'estat de Nova York. Segons el cens del 2000 tenia 1.935 habitants.

## Demografia
Segons el cens del 2000, Stewart Manor tenia 1.935 habitants, 718 habitatges, i 564 famílies. La densitat de població era de 3.735,5 habitants per km².
Dels 718 habitatges en un 32,2% hi vivien nens de menys de 18 anys, en un 64,1% hi vivien parelles casades, en un 12% dones solteres, i en un 21,4% no eren unitats familiars. En el 19,4% dels habitatges hi vivien persones soles el 10,6% de les quals corresponia a persones de 65 anys o més que vivien soles. El nombre mitjà de persones vivint en cada habitatge era de 2,69 i el nombre mitjà de persones que vivien en cada família era de 3,1.
Per edats la població es repartia de la següent manera: un 23,2% tenia menys de 18 anys, un 6,8% entre 18 i 24, un 28,6% entre 25 i 44, un 25,4% de 45 a 60 i un 16% 65 anys o més.
L'edat mediana era de 40 anys. Per cada 100 dones de 18 o més anys hi havia 81,6 homes.
La renda mediana per habitatge era de 84.913 $ i la renda mediana per família de 97.922 $. Els homes tenien una renda mediana de 67.031 $ mentre que les dones 41.042 $. La renda per capita de la població era de 35.371 $. Entorn de l'1,9% de les famílies i el 2,6% de la població estaven per davall del llindar de pobresa.